# كلاي ووكر
كلاي ووكر (بالإنجليزية: Clay Walker)‏ (و. 1969  م) هو مغن مؤلف، وموسيقي، ومغني أمريكي، ولد في بومونت، يستخدم آلات قيثارة.

## روابط خارجية
- كلاي ووكر على موقع IMDb (الإنجليزية)
- كلاي ووكر على موقع ميوزك برينز (الإنجليزية)
- كلاي ووكر على موقع أول ميوزيك (الإنجليزية)
- كلاي ووكر على موقع ديسكوغز (الإنجليزية)
- كلاي ووكر على موقع قاعدة بيانات الفيلم (الإنجليزية)